# Anomala flavofemorata
Anomala flavofemorata är en skalbaggsart som beskrevs av Lin 1989. Anomala flavofemorata ingår i släktet Anomala och familjen Rutelidae. Inga underarter finns listade i Catalogue of Life.